# گاوبازی (مانه)

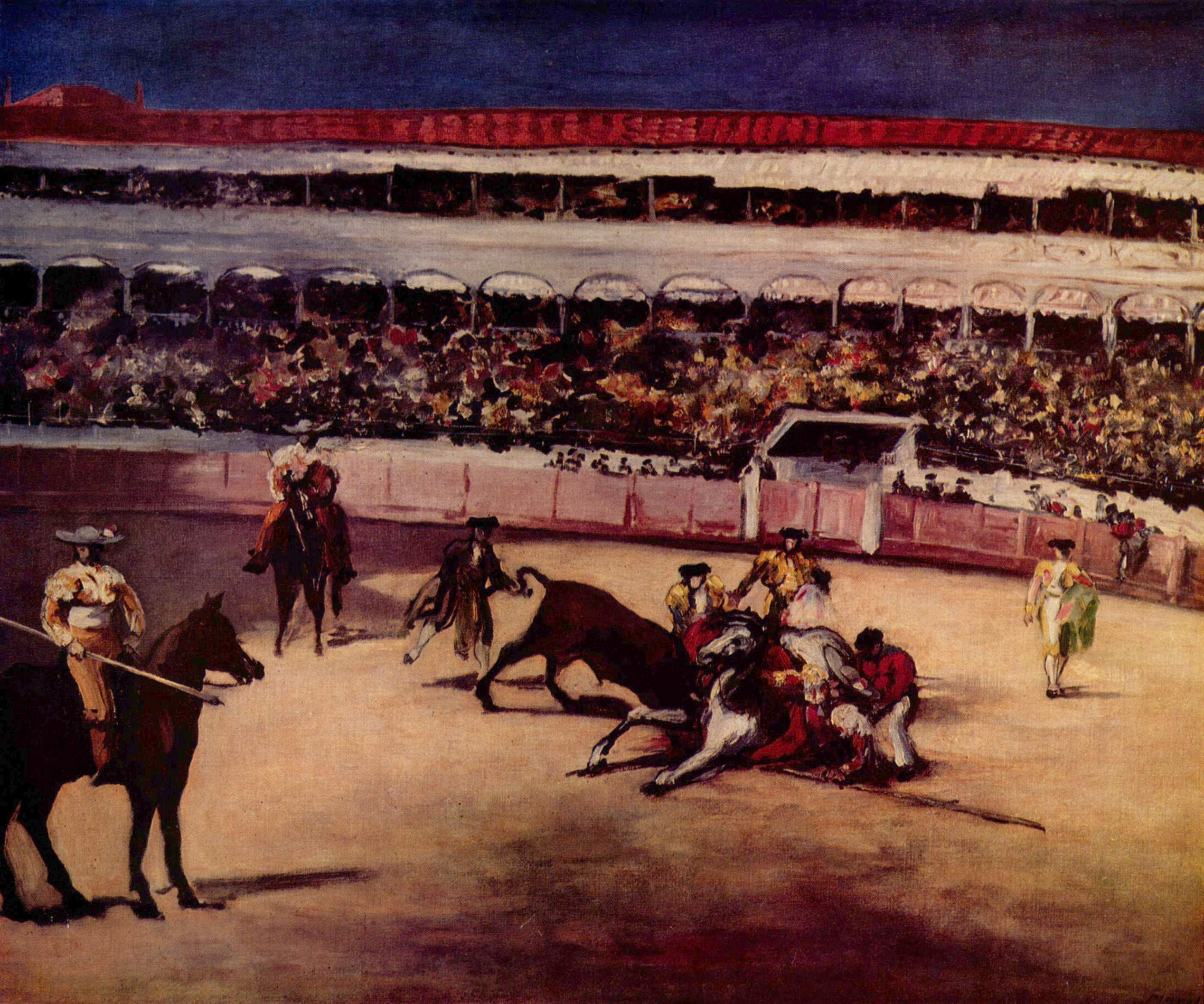

گاوبازی (به فرانسوی - Combat de taureau) نقاشی به سال ۱۸۶۵–۱۸۶۶ از ادوار مانه است و اکنون در موزه اورسی پاریس قرار دارد. پس از سفر این هنرمند به اسپانیا در سال ۱۸۶۵ کشیده شد و بخشی از دوره اسپانیایی وی (۱۸۶۷–۱۸۶۲) را تشکل می‌دهد.
این اثر با اینکه مورد تحسین و حمایت چارلز بودلر وامیل زولا قرار گرفت، چنان مورد حمله شدید دیگر منتقدان قرار گرفت که مانه آن را تا سال ۱۸۷۲ در استودیو خود نگه داشت. این نقاشی در این سال مورد تحسین گونکور قرار گرفت.